# Mannheim
Mannheim (tyskt uttal: [ˈmanhaɪm]
 ( lyssna)) är en kretsfri stad i det tyska förbundslandet Baden-Württemberg. Den är belägen i förbundslandets nordvästra hörn, vid floden Neckars utflöde i Rhen. Staden har cirka 317 000 invånare och är en viktig industri- och universitetsstad. På andra sidan Rhen ligger Ludwigshafen i  Rheinland-Pfalz, och strax sydost om Mannheim ligger Heidelberg. Dessa tre städer är kärnområdet i Rhen-Neckarområdet, ett storstadsområde med över 1,8 miljoner invånare.

## Historia
På den nuvarande stadens plats låg under 700-talet en liten by tillhörig klostret Lorsch. Den nämns i källorna för första gången som Mannerheim år 766. Söder om denna by, vid Rhen, låg slottet Eichelsheim, där påve Johannes XXIII en tid hölls fången, sedan han blivit avsatt på kyrkomötet i Konstanz.
Det moderna Mannheims historia inleds i början på 1600-talet, då kurfursten Fredrik IV av Pfalz år 1607 anlade borgen Friedrichsburg, gav Mannheim stadsprivilegier och lät flyktingar från Nederländerna flytta dit. På Rhens vänstra flodstrand låg ett brohuvud, den så kallade Rhenskansen. Under trettioåriga kriget erövrades staden 1622 av Johann Tserclaes Tilly och förstördes till stor del. Den överrumplades den 29 december 1631 av svenskarna, som där slog en bro över Rhen, och erövrades sedan av de kejserliga 1635, av fransmännen 1644 och kort därefter av bayrarna.
Under pfalziska tronföljdskriget förstördes Mannheim 1689 fullständigt av fransmännen under Ezéchiel de Mélac, och först närmare tio år senare blev staden återuppbyggd och försedd med fästningsverk av Menno van Coehoorn. Vid återuppbyggnaden, som inleddes 1697, planerades staden med regelbundna gator och kvarter, och än idag har kvarteren i innerstaden bokstäver och nummer istället för gatunamn. Kurfursten Karl III Filip av Pfalz flyttade 1720 sitt residens från Heidelberg till Mannheim, och staden förblev Pfalz residensstad till 1778. Under denna tid tillkom många ståtliga barockbyggnader, däribland Mannheims slott, byggt 1720–1759, där universitetet idag är inhyst.
År 1795, under första koalitionskriget, intogs Mannheim av fransmännen, men staden återerövrades redan samma år av österrikarna. Enligt riksdeputationshuvudbeslutet kom staden 1803 under Baden, och dess fästningsverk slopades. Efter Napoleonkrigen blev Mannheim en viktig industri- och handelsstad. Från 1834 byggdes stadens hamn ut, och 1840 tillkom järnvägslinjen mellan Mannheim och Heidelberg, vilket ledde till betydande industriutveckling och befolkningstillväxt.

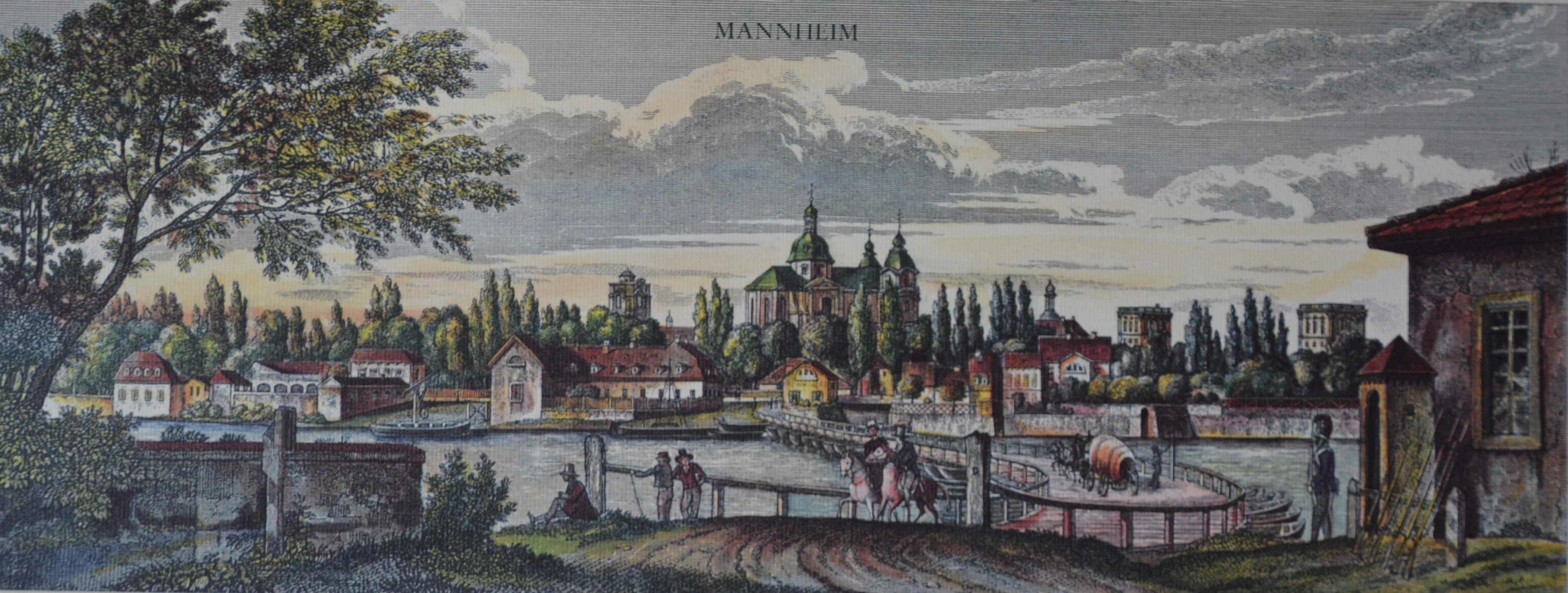
Mannheim, 1846.
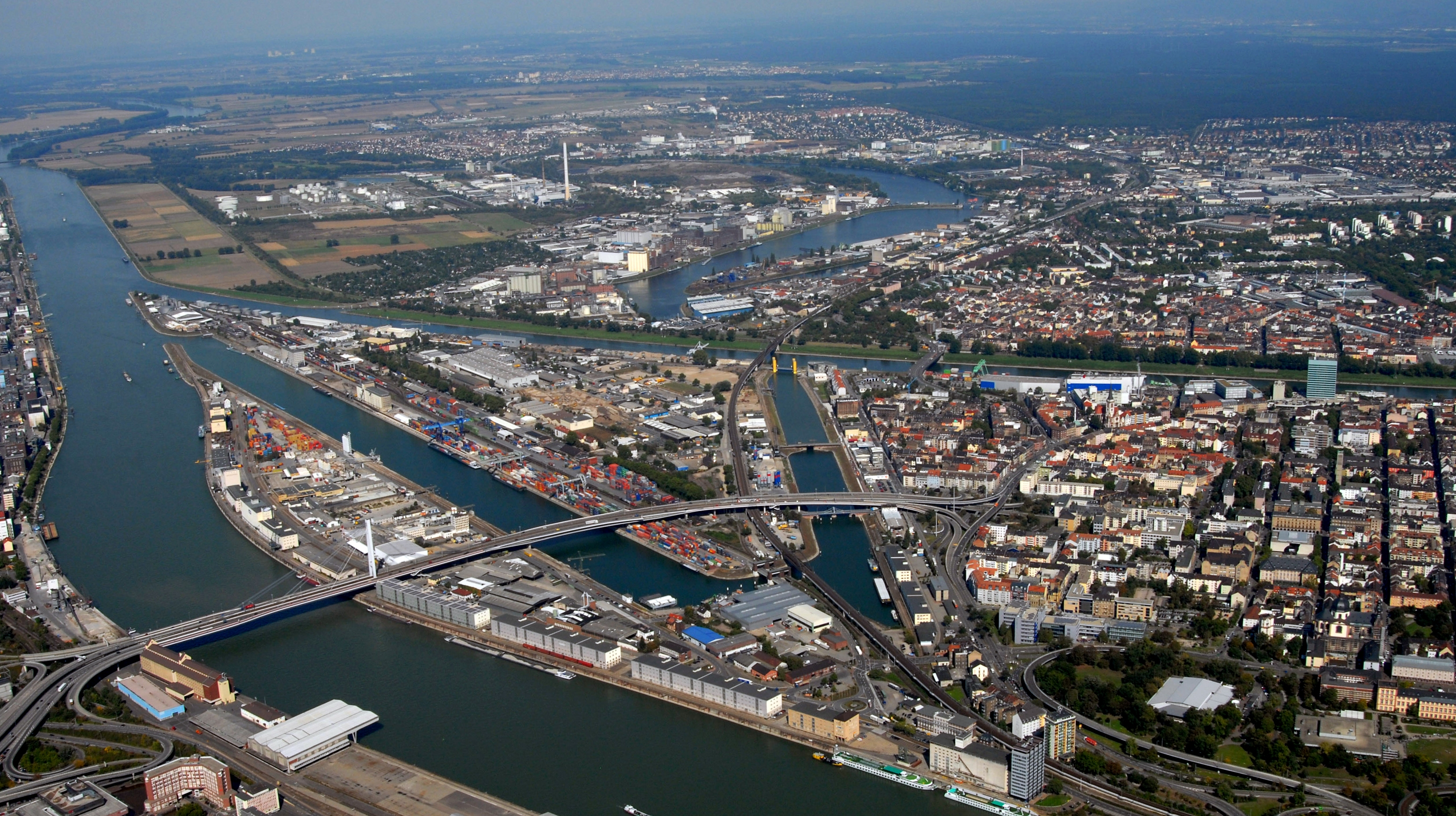
Flygfoto över Mannheims hamn, 2008.

Då Mannheim och Ludwigshafen hade en stor försvarsindustri blev städerna under andra världskriget ett viktigt mål för allierad bombning, och 51 procent av stadens byggnader, däribland nästan alla dess historiska byggnader, förstördes. De viktigaste av dem, däribland slottet, har emellertid återuppförts i trogna kopior av de förstörda originalen.

## Näringsliv
Mannheim har en mångsidig industri, med tyngdpunkt på maskin- och bilindustri. Biltillverkaren Daimler-Benz producerar motorer i staden, och amerikanska John Deere har en traktorfabrik här. I staden finns även elektroteknisk, optisk, finmekanisk och kemisk industri. Mannheim är också säte för en rad banker och försäkringsbolag.

### Kommunikationer
Mannheim är en viktig järnvägsknut mellan Frankfurt och Stuttgart och har dessutom en av Europas största inlandshamnar, med stor båttrafik på de båda floderna Neckar och Rhen. Hamnen har en containerterminal som hanterar närmare åtta miljoner ton gods per år (2019), och har varit en viktig faktor i stadens utveckling. Sedan 1924 har staden också en flygplats.
Mannheim saknar tunnelbana, men har ett tiotal spårvägslinjer och ett pendeltågsnät.

### Uppfinningar
I Mannheim har många betydande uppfinningar sett dagens ljus. Här tillverkade Karl Drais sin första (pedallösa) cykel 1817, och 1880 demonstrerade Werner von Siemens världens första elektriska hiss. År 1885 byggde Carl Benz världens första bil med intern förbränningsmotor. Andra kända uppfinnare från Mannheim är flygplanskonstruktören Julius Hatry och Hugo Stotz, som uppfann automatsäkringen.

## Utbildning
I Mannheim finns flera institutioner för högre utbildning. Mannheims universitet grundades 1967 och är alltså ett ungt universitet, som bildades ur den tidigare statliga Handelshögskolan i Mannheim. Universitetet har gott anseende och omkring 12 000 studenter (2019). Universitetets institutioner finns till en stor del i Mannheims slott, som är ett av de största barockslotten i Europa. Slottet förstördes nästan fullständigt under andra världskriget, men har sedan dess återuppbyggts.
Den medicinska fakulteten vid universitetet i Heidelberg håller till i Mannheim, och utöver detta finns flera högskolor inom bland annat musik, företagsekonomi och förvaltning.

## Kultur
Mannheim är ett kulturellt centrum med bland annat en rikskänd nationalteater, Nationaltheater Mannheim, grundad 1779. Vid teatern verkade Friedrich Schiller under en period, och idag ges förutom klassisk teater även föreställningar inom opera, balett och barn- och ungdomsteater.
Genom Mannheimskolan, en grupp tonsättare som verkade vid kurfurstehovet i mitten av 1700-talet och vidareutvecklade symfonin, har staden en viktig plats i musikhistorien. Bland de mer betydande företrädarna för gruppen märks Johann Stamitz, Franz Xaver Richter, Christian Cannabich och Ignaz Holzbauer. Även Wolfgang Amadeus Mozart bodde i perioder i Mannheim, och skrev bland annat sonater i staden.
I Mannheim finns vidare ett flertal gallerier och museer, däribland konstmuseet Kunsthalle Mannheim, det tekniska museet Technoseum, ett arkeologiskt museum och ett planetarium.

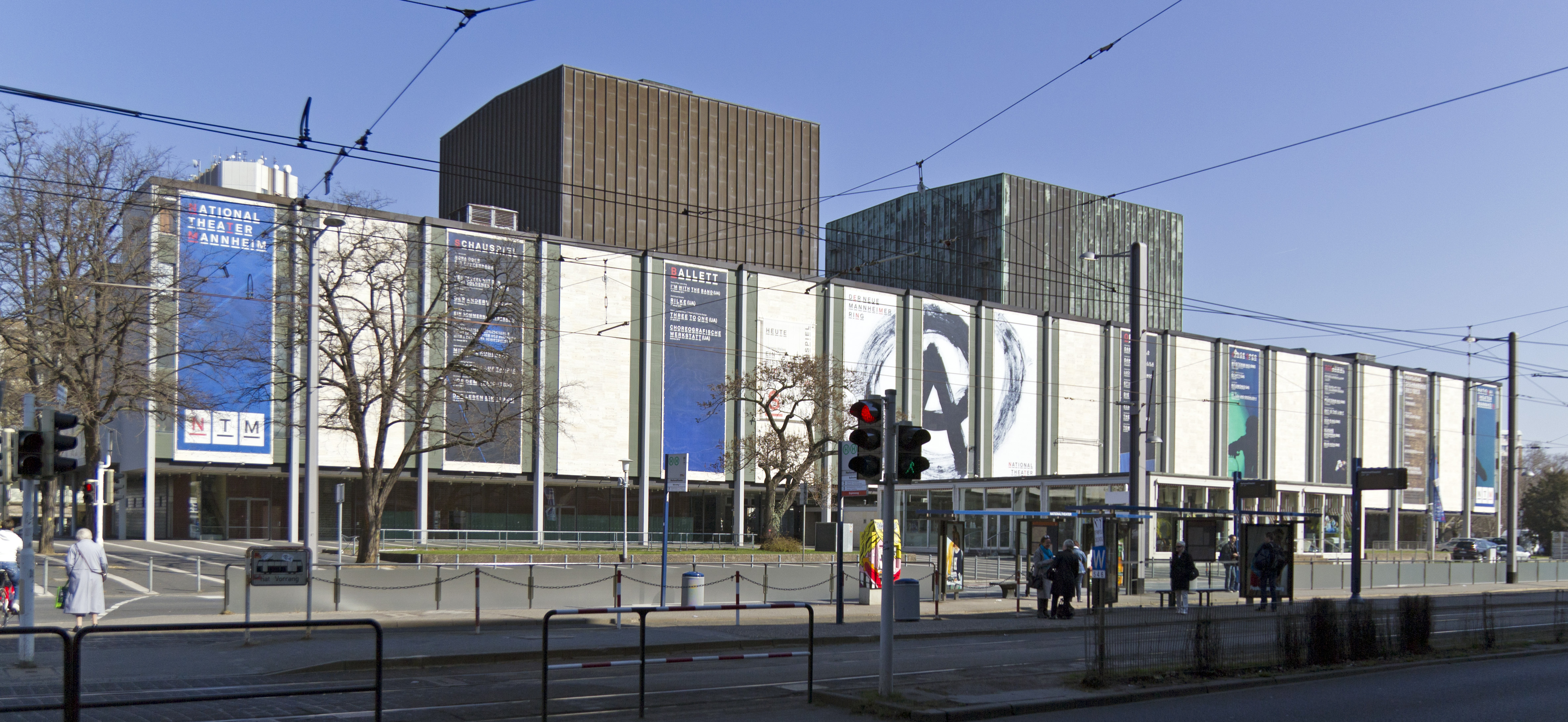
Nationaltheater Mannheim.
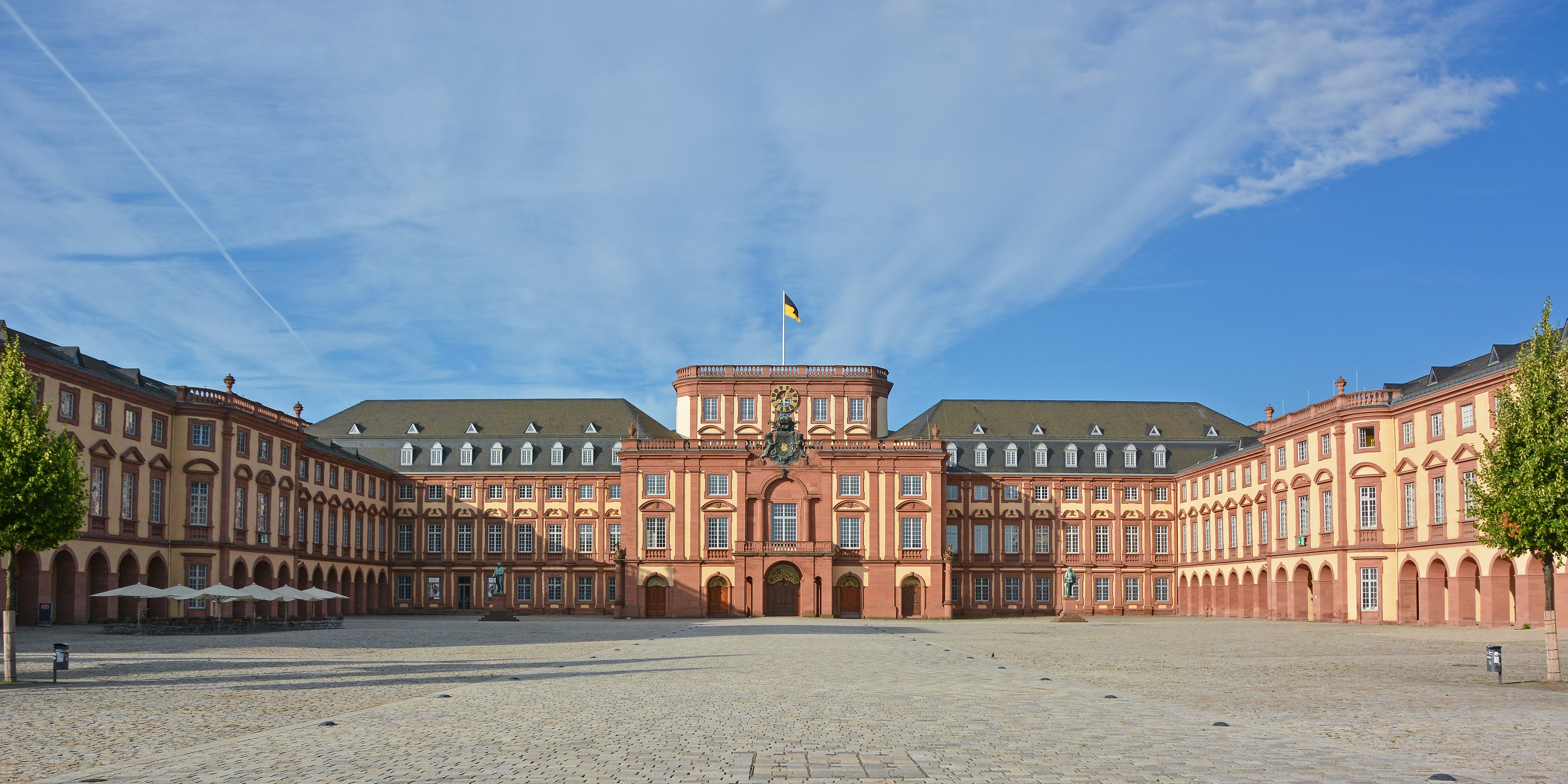
Mannheims slott.

### Sport
Fotbollsklubben SV Waldhof Mannheim har fått fram flera blivande tyska landslagsspelare i fotboll, som Jürgen Kohler och Christian Wörns. Det var även här som den framgångsrike tyske fotbollsförbundskaptenen Sepp Herberger började sin karriär under 1920-talet. Under U21-EM i fotboll 2004 spelades matcher här på Carl-Benz-Stadion. År 2007 spelades vid VM i handboll för herrar matcher på SAP Arena.
I Mannheim finns även ishockeyklubben Adler Mannheim, handbollsklubben Rhein-Neckar Löwen och fotbollsklubben VfR Mannheim.

## Personer
- Carl Benz, automobilkonstruktör
- August Eisenlohr, egyptolog
- Friedrich Engelhorn, företagsledare och grundare av BASF
- Hans Eppstein, svensk musikolog och pianist
- Steffi Graf, tennisspelare
- Pascal Groß, fotbollsspelare
- Max Hansen, tysk-dansk skådespelare och operettsångare
- Sepp Herberger, legendarisk västtysk förbundskapten
- Robert Kahn, tonsättare
- Albert Ladenburg, kemist
- Henry Morgenthau Senior, amerikansk diplomat, ambassadör till Osmanska riket
- Albert Speer, tysk rustningsminister under andra världskriget
- Carl Stamitz, tonsättare och violinvirtuos